# Ogilbyina queenslandiae
Ogilbyina queenslandiae, thường được gọi là đạm bì Queensland, là một loài cá biển thuộc chi Ogilbyina trong họ Cá đạm bì. Loài này được mô tả lần đầu tiên vào năm 1893. Loài này được lấy tên theo nơi phân bố của nó, bang Queensland, Úc.

## Phân bố và môi trường sống
O. queenslandiae được phân bố ở phía tây Thái Bình Dương, và là loài đặc hữu của Úc, chỉ được tìm thấy tại bang Queensland. Chúng thường sống xung quanh các rạn san hô hoặc những bãi đá ngầm ở gần bờ, ở độ sâu khoảng 10 – 20 m.

## Mô tả
O. queenslandiae trưởng thành dài khoảng 15 cm. O. queenslandiae có nhiều biến thể màu sắc và là loài dị hình giới tính. Con đực thường có màu xanh tím ở thân với cái đầu màu đỏ hồng; các vây hơi có màu xanh lam ngoại trừ phần lưng trước có màu đỏ. Con mái có đầu màu xám, màu vàng cam ở hai bên thân; có khoảng 5 - 6 vạch màu nâu ở nửa trước cơ thể; vảy hơi có màu ửng đỏ. Điểm phân biệt với Ogilbyina novaehollandiae là O. queenslandiae không có đường màu xanh lơ dưới mắt.
Số ngạnh ở vây lưng: 3; Số vây tia mềm ở vây lưng: 32 - 37; Số ngạnh ở vây hậu môn: 3; Số vây tia mềm ở vây hậu môn: 18 - 21.
O. queenslandiae cũng rất thích nghi với điều kiện nuôi nhốt và được đánh bắt để phục vụ cho ngành thương mại cá cảnh.